# Kwakoegron
Kwakoegron – miejscowość w Surinamie, w dystrykcie Brokopondo, położona nad rzeką Saramacca. W 2012 roku miejscowość liczyła 263 mieszkańców.